# III: In the Eyes of Fire
III: In the Eyes of Fire è il terzo studio album della band metalcore statunitense Unearth, pubblicato nel 2006 dalla Metal Blade Records.
L'album ha debuttato alla 35ª posizione della Billboard vendendo approssimativamente 22 000 copie nella prima settimana.. Dopo circa dieci mesi (giugno 2007), si stima abbia venduto oltre 85 000 copie.
L'album è stato prodotto da Terry Date (Pantera, Deftones, Slipknot) ed è stato il secondo pubblicato per la major Metal Blade. È stata pubblicata anche un'edizione limitata in versione digipack contenente un DVD una performance al Sounds of the Underground del 2005 e delle riprese delle lavorazioni dell'album.

## Tracce
1. This Glorious Nightmare – 4:22
2. Giles – 3:58
3. March of the Mutes – 4:02
4. Sanctity of Brothers – 3:29
5. The Devil Has Risen – 3:22
6. This Time Was Mine – 4:10
7. Unstoppable – 5:05
8. So It Goes – 5:02
9. Impostors Kingdom – 3:23
10. Bled Dry – 3:55
11. Big Bear and the Hour of Chaos – 3:09

## Formazione
- Trevor Phipps - voce
- Buz McGrath - chitarra
- Ken Susi - chitarra
- John "Slo" Maggard - basso
- Mike Justian - batteria